# Toby Balding
Toby Balding, de son vrai nom Gerald Barnard Balding, Jr. (23 septembre 1936 – 25 septembre 2014), est un entraîneur de sport hippique britannique, l'un des seuls à avoir gagné les trois « grandes épreuves » de saut d'obstacles britanniques — le Grand National, la Cheltenham Gold Cup et la Champion Hurdle.

## Biographie
Gerald Barnard Balding, Jr. naît le 23 septembre 1936 aux États-Unis, d'un père champion de polo, Gerald Barnard Balding, Sr.. La famille retourne au Royaume-Uni en 1945, dans les terres de ses ascendants, et part étudier au Marlborough College. Son frère, Ian Balding, qui également un entraîneur à la retraite, s'occupe du célèbre Mill Reef. La présentatrice télé Clare Balding est sa nièce et l'entraîneur Andrew Balding son neveu.
Toby Balding connaît ensuite un grand succès avec les chevaux du National Hunt. Il commence sa formation en 1956, à l'âge de 19 ans, et ses premiers lauréats sont Bower Chalk à l'hippodrome d'Ascot et The Quiet Man à l'hippodrome de Wincanton en saut d'obstacles. En 1969, il remporte son premier Grand National avec Highland Wedding, enchaînant vingt ans plus tard avec le hongre Little Polveir. Cette même année, il remporte la Champion Hurdle avec Beech Road, course qu'il gagne également en 1991 avec Morley Street, considéré comme le meilleur cheval qu'il ait formé. Cool Ground lui donne la victoire à la Cheltenham Gold Cup.
Toby Balding joue un rôle important dans la carrière des cavaliers professionnels Adrian Maguire et Tony McCoy, en leur offrant à tous les deux leur premier emploi en Angleterre. Il vit à Fyfield, près d'Andover (Hampshire), et prend finalement sa retraite le dernier jour de la saison de 2004, avec plus de 2 000 lauréats formés à son actif.
Le 12 décembre 2006, Toby Balding est élu membre honoraire du Jockey Club et est un temps directeur de la British Horseracing Authority. À l'occasion du nouvel an de l'année 2011, il est nommé officier de l'ordre de l'Empire britannique, pour son œuvre aux services des courses hippiques.
Toby Balding meurt le 25 septembre 2014, deux jours après son 78e anniversaire.